# Teenage Mutant Ninja Turtles 3: Mutant Nightmare
Teenage Mutant Ninja Turtles 3: Mutant Nightmare è un videogioco pubblicato dalla Konami per PlayStation 2, GameCube, Xbox e Nintendo DS, ed ispirato ai personaggi delle Tartarughe Ninja.
Si tratta del primo titolo delle Tartarughe Ninja ad essere classificato E10+ da ESRB. Benché sia stato pubblicato nel 2005, quando era in onda la quarta stagione della serie televisiva animata iniziata nel 2003, il gioco è basato sulla terza stagione. Dopo un certo tempo di gioco di Teenage Mutant Ninja Turtles: 3 Mutant Nightmare, il giocatore può sbloccare Teenage Mutant Ninja Turtles: Turtles in Time, un precedente titolo realizzato dalla Konami.